# Eyewitness (Film)
Eyewitness ist ein Kurz-Dokumentarfilm über Kunst von KZ-Insassen von Bert Van Bork aus dem Jahr 1999. 2000 war der Kurzfilm für den Oscar für den besten Dokumentar-Kurzfilm nominiert.
Die Idee zum Film entstand 1995, als Van Borg mit Freunden die Konzentrationslager Buchenwald und Auschwitz besuchte und sie in Auschwitz die Baracke mit der im KZ entstandenen Kunst sahen. Eyewitness konzentriert sich auf die im Lager entstandenen Arbeiten von Jan Komski, Dina Gottliebova und Felix Nussbaum.